# Термометр
Термо́метр (греч. θέρμη «тепло» + μετρέω «измеряю»), также гра́дусник — измерительный прибор для измерения температуры различных тел и сред (воздуха, почвы, воды и т. д.). По принципу измерения существует несколько видов термометров:
- жидкостные — ртутные, галинстановые, спиртовые (спирт подкрашен каким-либо красителем, как правило красным или синим);
- механические — биметаллические;
- электронные — на основе термопары или терморезистора — термометр сопротивления;
- оптические;
- газовые
- инфракрасные[англ.].

## История изобретения
Изобретателем термометра принято считать Галилея: в его собственных сочинениях нет описания этого прибора, но его ученики, Нелли и Вивиани, засвидетельствовали, что уже в 1597 году он сделал нечто вроде термобароскопа (термоскоп). Галилей изучал в это время работы Герона Александрийского, у которого уже описано подобное приспособление, но не для измерения степеней тепла, а для поднятия воды при помощи нагревания. Термоскоп представлял собой небольшой стеклянный шарик с припаянной к нему стеклянной трубкой. Шарик слегка нагревали и конец трубки опускали в сосуд с водой. Через некоторое время воздух в шарике охлаждался, его давление уменьшалось и вода под действием атмосферного давления поднималась в трубке вверх на некоторую высоту. В дальнейшем, при потеплении давление воздуха в шарике увеличивалось и уровень воды в трубке понижался. При помощи термоскопа можно было судить только об изменении степени нагретости тела: числовых значений температуры он не показывал, так как не имел шкалы. Кроме того, уровень воды в трубке зависел не только от температуры, но и от атмосферного давления. В 1657 г. термоскоп Галилея был усовершенствован флорентийскими учеными. Они снабдили прибор шкалой из бусин и откачали воздух из резервуара (шарика) и трубки. Это позволило не только качественно, но и количественно сравнивать температуры тел. Впоследствии термоскоп был изменен: его перевернули шариком вниз, а в трубку вместо воды налили бренди и удалили сосуд. Действие этого прибора основывалось на расширении тел, в качестве «постоянных» точек брали температуры наиболее жаркого летнего и наиболее холодного зимнего дня.
Изобретение термометра также приписывают лорду Бэкону, Роберту Фладду, Санториусу, Скарпи, Корнелиусу Дреббелю, Порте и Саломону де Коссу, писавшим позднее и частью имевшим личные отношения с Галилеем. Все эти термометры были воздушные и состояли из сосуда с трубкой, содержащего воздух, отделённый от атмосферы столбиком воды, они изменяли свои показания и от изменения температуры, и от изменения атмосферного давления.
Термометры с жидкостью описаны в первый раз в 1667 г. «Saggi di naturale esperienze fatte nell’Accademia del Cimento», где о них говорится как о предметах, давно изготовляемых искусными ремесленниками, которых называют «Confia», разогревающими стекло на раздуваемом огне лампы и выделывающими из него удивительные и очень нежные изделия. Сначала эти термометры наполняли водой, но они лопались, когда она замерзала; употреблять для этого винный спирт начали в 1654 году по мысли великого герцога тосканского Фердинанда II. Флорентийские термометры не только изображены в «Saggi», но сохранились в нескольких экземплярах до нашего времени в Галилеевском музее, во Флоренции; их приготовление описывается подробно.
Сначала мастер должен был сделать деления на трубке, соображаясь с её относительными размерами и размерами шарика: деления наносились расплавленной эмалью на разогретую на лампе трубку, каждое десятое обозначалось белой точкою, а другие чёрными. Обыкновенно делали 50 делений таким образом, чтобы при таянии снега спирт не опускался ниже 10, а на солнце не поднимался выше 40. Хорошие мастера делали такие термометры настолько удачно, что все они показывали одно и то же значение температуры при одинаковых условиях, однако такого не удавалось достигнуть, если трубку разделяли на 100 или 300 частей, чтобы получить большую точность. Наполняли термометры посредством подогревания шарика и опускания конца трубки в спирт, заканчивали наполнение при помощи стеклянной воронки с тонко оттянутым концом, свободно входившим в довольно широкую трубку. После регулирования количества жидкости отверстие трубки запечатывали сургучом, называемым «герметическим». Из этого ясно, что эти термометры были большими и могли служить для определения температуры воздуха, но были ещё неудобны для других, более разнообразных опытов, и градусы разных термометров были не сравнимы между собою.
В 1703 г. Амонтон (англ. Guillaume Amontons) в Париже усовершенствовал воздушный термометр, измеряя не расширение, а увеличение упругости воздуха, приведённого к одному и тому же объёму при разных температурах подливанием ртути в открытое колено; барометрическое давление и его изменения при этом принимались во внимание. Нулём такой шкалы должна была служить «та значительная степень холода», при которой воздух теряет всю свою упругость (то есть современный абсолютный нуль), а второй постоянной точкой — температура кипения воды. Влияние атмосферного давления на температуру кипения ещё не было известно Амонтону, а воздух в его термометре не был освобождён от водяных газов; поэтому из его данных абсолютный нуль получается при −239,5° по шкале Цельсия. Другой воздушный термометр Амонтона, выполненный очень несовершенно, был независим от изменений атмосферного давления: он представлял сифонный барометр, открытое колено которого было продолжено кверху, снизу наполнено крепким раствором поташа, сверху нефтью и оканчивалось запаянным резервуаром с воздухом.
Современную форму термометру придал Фаренгейт и описал свой способ приготовления в 1723 г. Первоначально он тоже наполнял свои трубки спиртом и лишь под конец перешёл к ртути. Нуль своей шкалы он поставил при температуре смеси снега с нашатырём или поваренной солью, при температуре «начала замерзания воды» он показывал 32°, а температура тела здорового человека во рту или под мышкой была эквивалентна 96°. Впоследствии он нашёл, что вода кипит при 212° и эта температура была всегда одна и та же при том же состоянии барометра. Сохранившиеся экземпляры термометров Фаренгейта отличаются тщательностью исполнения.
Окончательно установил обе постоянные точки, тающего льда и кипящей воды, шведский астроном, геолог и метеоролог Андерс Цельсий в 1742 г. Но первоначально он ставил 0° при точке кипения, а 100° при точке замерзания. В своей работе Цельсий «Observations of two persistent degrees on a thermometer» рассказал о своих экспериментах, показывающих, что температура плавления льда (100°) не зависит от давления. Он также определил с удивительной точностью, как температура кипения воды варьировалась в зависимости от атмосферного давления. Он предположил, что отметку 0 (точку кипения воды) можно откалибровать, зная, на каком уровне относительно моря находится термометр.
Позже, уже после смерти Цельсия, его современники и соотечественники ботаник Карл Линней и астроном Мортен Штремер использовали эту шкалу в перевёрнутом виде (за 0° стали принимать температуру плавления льда, а за 100° — кипения воды). В таком виде шкала оказалась очень удобной, получила широкое распространение и используется до нашего времени.
По одним сведениям, Цельсий сам перевернул свою шкалу по совету Штремера. По другим сведениям, шкалу перевернул Карл Линней в 1745 году. А по третьим — шкалу перевернул преемник Цельсия М.Штремер и в XVIII веке такой термометр был широко распространён под именем «шведский термометр», а в самой Швеции — под именем Штремера, но известнейший шведский химик Иоганн Якоб в своем труде «Руководства по химии» по ошибке назвал шкалу М. Штремера цельсиевой шкалой и с тех пор стоградусная шкала стала носить имя Андерса Цельсия.
Работы Реомюра в 1736 г. хотя и повели к установлению 80° шкалы, но были скорее шагом назад против того, что сделал уже Фаренгейт: термометр Реомюра был громадный, неудобный в употреблении, а его способ разделения на градусы был неточным и неудобным.
После Фаренгейта и Реомюра дело изготовления термометров попало в руки ремесленников, так как термометры стали предметом торговли.
В 1848 г. английский физик Вильям Томсон (лорд Кельвин) доказал возможность создания абсолютной шкалы температур, нуль которой не зависит от свойств воды или вещества, заполняющего термометр. Точкой отсчета в «шкале Кельвина» послужило значение абсолютного нуля: −273,15° С. При этой температуре прекращается тепловое движение молекул. Следовательно, становится невозможным дальнейшее охлаждение тел.

## Жидкостные термометры
Жидкостные термометры основаны на принципе изменения объёма жидкости, которая залита в термометр (обычно это спирт или ртуть), при изменении температуры окружающей среды.
Жидкостные термометры подразделяются на ртутные и термометры с не ртутным заполнением. Последние применяются не только из-за экономических соображений, но и также из-за использования широкого диапазона температур. Так, в термометрии, в качестве нертутного заполнения термометров используются вещества: спирты (этиловый, метиловый, пропиловый), пентан, толуол, сероуглерод, ацетон, таллиевая амальгама и галлий.
В связи с тем, что идет процесс отказа от использования ртути во многих областях деятельности (с 2020 года — в России), ведётся поиск альтернативных веществ для бытовых термометров.
Такой заменой стал галинстан (сплав металлов: галлия, индия, олова и цинка). Галлий применяют для измерения высоких температур. Также ртутные термометры все чаще с большим успехом заменяются платиновыми или медными термометрами сопротивления. Также все шире применяются и другие типы термометров.
Об удалении разлившейся ртути из разбитого термометра см. статью Демеркуризация
- Уличный жидкостный термометр
- Ртутный медицинский термометр
- Галинстановый медицинский термометр

## Механические термометры
Термометры этого типа действуют по тому же принципу, что и жидкостные, но в качестве датчика обычно используется металлический стержень или лента из биметалла скрученная в спираль. При изменении температуры стержень меняет свою длину, приводя в действие исполнительный механизм.
Биметаллическая пластина меняет радиус изгиба, а поскольку она смотана в спираль, это выглядит как вращение конца спирали, где и закреплена стрелка.
- Оконный механический термометр
- Демонстрация работы механического термометра

## Электронные термометры
Принцип работы электронных термометров основан на изменении сопротивления проводника при изменении температуры окружающей среды.
Электронные термометры более широкого диапазона основаны на термопарах (контакт между металлами с разной электроотрицательностью создаёт контактную разность потенциалов, зависящую от температуры).
Наиболее точными и стабильными во времени являются термометры сопротивления на основе платиновой проволоки или платинового напыления на керамику. Наибольшее распространение получили PT100 (сопротивление при 0 °C — 100Ω) PT1000 (сопротивление при 0 °C — 1000Ω) (IEC751). Зависимость от температуры почти линейна и подчиняется квадратичному закону при положительной температуре и уравнению 4 степени при отрицательных (соответствующие константы весьма малы, и в первом приближении эту зависимость можно считать линейной). Температурный диапазон −200 — +850 °C.
{\displaystyle R_{T}=R_{0}\left[1+AT+BT^{2}+CT^{3}(T-100)\right]\;(-200\;{}^{\circ }\mathrm {C} <T<0\;{}^{\circ }\mathrm {C} ),}
{\displaystyle R_{T}=R_{0}\left[1+AT+BT^{2}\right]\;(0\;{}^{\circ }\mathrm {C} \leq T<850\;{}^{\circ }\mathrm {C} ).}
Отсюда
{\displaystyle R_{T}} сопротивление при T °C,
{\displaystyle R_{0}} сопротивление при 0 °C, и константы (для платинового сопротивления) —
{\displaystyle A=3.9083\times 10^{-3}\;{}^{\circ }\mathrm {C} ^{-1}}
{\displaystyle B=-5.775\times 10^{-7}\;{}^{\circ }\mathrm {C} ^{-2}}
{\displaystyle C=-4.183\times 10^{-12}\;{}^{\circ }\mathrm {C} ^{-4}.}
- см. Эффект Пельтье

- Уличные электронные часы с термометром
- Настенные электронные часы с термометром
- Домашняя метеостанция
- Электронный медицинский термометр

## Оптические термометры
Оптические термометры позволяют регистрировать температуру благодаря изменению уровня светимости, спектра и иных параметров (см. Волоконно-оптическое измерение температуры) при изменении температуры. Например, инфракрасные измерители температуры тела.

### Инфракрасные термометры
Инфракрасный термометр позволяет измерять температуру без непосредственного контакта с человеком. В 2014 году Россия подписала Минаматскую конвенцию о ртути, и к 2030 году Россия откажется от производства ртутных термометров.В некоторых странах уже давно имеется тенденция отказа от ртутных термометров в пользу инфракрасных не только в медицинских учреждениях, но и на бытовом уровне.
- Инфракрасный термометр
- мининфракрасный термометр

## Технические термометры
Технические термометры используются на предприятиях в сельском хозяйстве, нефтехимической, химической, горно-металлургической промышленностях, в машиностроении, жилищно- коммунальном хозяйстве, транспорте, строительстве, медицине, словом, во всех жизненных сферах.
Выделяют такие виды технических термометров:

- термометры технические жидкостные;
- термометры биметаллические ТБ, ТБТ, ТБИ;
- термометры сельскохозяйственные ТС-7А-М;
- термометры максимальные СП-83;
- термометры для спецкамер низкоградусные СП-100;
- термометры специальные вибростойкие СП-1;
- термометры ртутные электроконтактные ТПК;
- термометры лабораторные ТЛ;
- термометры для нефтепродуктов ТН;
- термометры для испытаний нефтепродуктов ТИН.

## Максимальные и минимальные термометры
По виду регистрации предельного значения температуры термометры разделяются на максимальные, минимальные и без регистрации. Минимальный/максимальный термометр показывает минимальное/максимальное значение температуры, достигнутое с момента сброса. Так, медицинский ртутный термометр является максимальным — он показывает максимальное значение температуры, достигнутое в ходе измерения, благодаря узкой «шейке» между ртутным резервуаром и капилляром, в которой при уменьшении температуры столбик ртути разрывается, и ртуть не уходит обратно в резервуар из капилляра. Перед измерением фиксирующий (максимальный или минимальный) термометр должен быть сброшен (приведён к значению заведомо ниже/выше измеряемой температуры).

## Газовый термометр
Газовый термометр — прибор для измерения температуры, основанный на законе Шарля.
В 1787 году Шарль установил, что одинаковое нагревание любого газа приводит к почти одинаковому повышению давления, если при этом объём остается постоянным. При изменении температуры по шкале Кельвина давление идеального газа в постоянном объёме прямо пропорционально температуре. Отсюда следует, что давление газа (при V = const) можно принять в качестве количественной меры температуры. Соединив сосуд, в котором находится газ, с манометром и проградуировав прибор, можно измерять температуру по показаниям манометра.
В широких пределах изменений концентраций газов и температур и малых давлениях температурный коэффициент давления разных газов примерно одинаков, поэтому способ измерения температуры с помощью газового термометра оказывается малозависящим от свойств конкретного вещества, используемого в термометре в качестве рабочего тела. Наиболее точные результаты получаются, если в качестве рабочего тела использовать водород или гелий.

## Объем рынка
В 2024 году в России было продано более 11,2 млн медицинских термометров на сумму 3,5 млрд рублей, по данным базы «Аудит розничных продаж медицинской техники в России (total sell out)» компании RNC Pharma.